# 交差位
交差位（こうさい）は、人間の性交体位の一種。

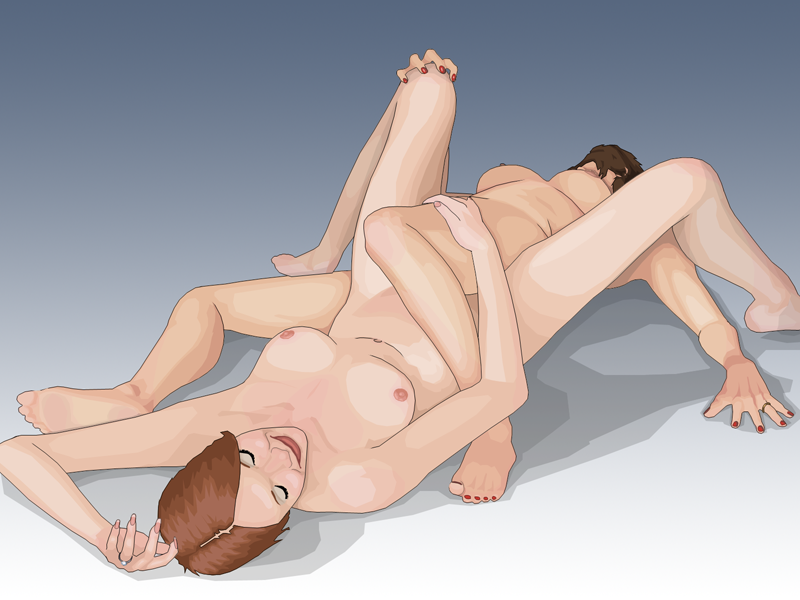
女性同士の交差位

女性同士または男女が足を交差させ、互いの足の間で性器を結合させる。四十八手で言うところの「松葉崩し」が最も有名であるが、両者の位置によりバリエーションに富む。他には、「つばめ返し」や「窓の月」などがある。
男性が女性とこの体位を行う場合、膣の方向とペニスの方向がずれた結合であるため、膣壁への摩擦が強い。ただし、ペニスが反り返り無理な力がかかっているため、陰茎折症には注意する必要がある。また、女性同士がこの体位を行う場合、双頭バイブレータを用いることもある。